# Sergiusz Cid Pazo
Sergiusz Cid Pazo, (hiszp.) Sergio Cid Pazo (ur. 24 kwietnia 1884, zm. 30 lipca 1936 w Barcelonie) – hiszpański salezjanin, prezbiter, męczennik, błogosławiony Kościoła katolickiego.

## Życiorys
Studiował w seminarium w Sarria, a w 1905 roku złożył śluby zakonne. Sakrament święceń otrzymał w 1912 r. Powołanie realizował poświęcając apostolat katechizowaniu dzieci przygotowujących się do Pierwszej Komunii Świętej. W czasie wojny domowej w Hiszpanii został zmuszony do opuszczenia uczelni. Aresztowany został gdy potwierdził swój kapłański stan 30 lipca 1936 r. i tego samego dnia rozstrzelany.
Proces informacyjny przeprowadzono w Walencji w latach 1953–1955. Beatyfikował go w grupie Józef Aparicio Sanz i 232 towarzyszy Jan Paweł II w 11 marca 2001 roku.